# Annikoru
Annikoru är en ort i Estland. Den ligger i Konguta kommun och landskapet Tartumaa, i den södra delen av landet, 160 km sydost om huvudstaden Tallinn. Annikoru ligger 77 meter över havet och antalet invånare är 329.
Terrängen runt Annikoru är platt. Runt Annikoru är det glesbefolkat, med 14 invånare per kvadratkilometer. Närmaste större samhälle är Elva, 8,6 km sydost om Annikoru. Omgivningarna runt Annikoru är en mosaik av jordbruksmark och naturlig växtlighet.